# Urkommunisme
Urkommunisme (engelsk: Primitive communism) er en samfundshypotese, der ifølge marxismen, er kendetegnende for de tidligst kendte produktionsmåder, jæger og samler-kulturer, og i den tidligste fase af menneskehedens forhistorie. Dette ansås at være en periode i menneskehedens historier hvor variationer af et klasseløst samfund ledet af fællesskabet siges at have været normen. Folk levede sammen i stammer, som jægere og samlere, man fordelte de indhøstede livsfornødenheder ligeligt, og de var kun få private ejendele. Urkommunismen angives at være den tidligste og eneste form for kommunisme, som en gang har eksisteret, da den avancerede kommunisme først vil opstå en gang i fremtiden.
De fleste jæger og samler-kulturer har en meget klar arbejdsdeling mellem mænd og kvinder, men ovenstående udvides i nogle tilfælde til også at indbefatter manglende ægteskabslignende forhold og et matriarkat (idet kun barnets mor var kendt). Ved indførelsen af husdyr og landbrug, og opstod muligheden for overflod og privat ejendomsret samt en social lagdeling og et gerontokrati. Denne udvikling angives at åbne for et patriarkat, hvorved ægteskabet blev nødvendigt for at manden kunne være sikker på, at det var hans børn, som arvede hans rigdomme.
Urkommunisme var en almindelig antagelse i den tidlige antropologi, men Marx og især Engels var især inspireret af den amerikanske antropolog Lewis H. Morgans bog "Ancient Society" fra 1877.

## Den moderne opfattelse
Som en historisk idé er ideen om urkommunismen mere omdiskuteret i dag, ikke mindst grundet påstanden om primitivitet, men også fordi forhistoriske samfund levede under meget forskellige omstændigheder og ikke alle dækkes af alle de ovenfor beskrevne elementer. Som en politisk idé og inspiration lever ideen dog stadig blandt marxister og blandt tilhængere af anarko-primitivisme.
Urkommunisme er den tidligste af de syv produktionsmåde-modeller i marxismen: urkommunisme, gerontokrati (ældre-styre), patriarkat (mands-styre), despotisme (kongedømme), feudalisme, kapitalisme og kommunisme.